# Rio Shore
Rio Shore fue un programa de telerrealidad brasileño, transmitido desde el 30 de septiembre de 2021 por MTV Brasil y Paramount+. Al igual que sus sucesores el programa documenta a un grupo de jóvenes que pasan el verano viviendo juntos, en Río de Janeiro. Se estrenó por primera vez en MTV Latinoamérica el 31 de septiembre de 2021.

## Producción
El programa fue mencionado por primera vez el 27 de mayo de 2021 por Tiago Worcman, SVP de ViacomCBS Networks America, Anunciando la fecha de filmación y estreno de la serie para el segundo semestre de 2021 en Búzios. Debido a que el programa fue grabado durante la pandemia de COVID-19, la producción siguió estrictos protocolos de higiene, además de pruebas constantes a los miembros del reparto y producción, además todos los involucrados pasan por un período de cuarentena.
Rio Shore producido en Brasil, sigue a un grupo de diez jóvenes de diferentes lugares del estado de Río de Janeiro, quienes se reunirán para vivir una temporada llena de fiesta, romance, amistades y por supuesto, el drama que resulta de la convivencia. Ellos tendrán la oportunidad de dejar sus vidas por un momento, vivir la vida al máximo y pasar las vacaciones de sus vidas que jamás imaginaron.
En febrero de 2022 el programa fue renovado para una segunda temporada.

#### Cancelación
Una cuarta temporada fue filmada en Florida, Estados Unidos, en septiembre de 2023. Sin embargo, en enero de 2024 el programa fue cancelado debido a las dificultades financieras y los despidos generalizados que enfrenta Paramount Global. Todas las producciones brasileñas se detuvieron inmediatamente y una variedad de contenido original fue eliminado de Paramount+. 

## Temporadas
| Año  | Temporadas  | Ubicación                      | N.º de Episodios |
| ---- | ----------- | ------------------------------ | ---------------- |
| 2021 | Temporada 1 | Búzios, Río de Janeiro         | 12               |
| 2022 | Temporada 2 | Joá, Río de Janeiro            | 12               |
| 2023 | Temporada 3 | Río de Janeiro, Río de Janeiro | 12               |

### Temporada 1 (2021)
La primera temporada de Rio Shore se estrenó el 31 de septiembre de 2021. Fue filmada en junio y julio de 2021 en Río de Janeiro y se estrenó el 30 de septiembre de ese año. El 29 de julio de 2021 fue publicado el primer teaser de la serie en la página oficial de Instagram del programa, de MTV Brasil y Paramout+. Los miembros del reparto principal fueron anunciados el 19 de agosto de 2021, el cual incluye a Matheus Crivella, conocido por participar en Vacaciones con los Ex y Acapulco Shore, Cristal Felix, Guilherme Evaristo, Jessica Barros, Juliana Casaes, Kevin Jolsan, Natallia Fromaggeri, Patrick Salles, Ricardo Salusse y Vitória Araújo. También presenta a otros miembros del reparto de apoyo, incluidos cinco participantes de Vacaciones con los Ex Brasil, entre ellos Martina Sanzi de la tercera temporada, Bruno Mooneyhan y Gabriel Aglio de la cuarta temporada, Jarlles Gois de la sexta temporada y Tainá Felipe de la séptima temporada. 

### Temporada 2 (2022)
La segunda temporada se estrenó el 9 de junio de 2022. El 15 de febrero de 2022, Paramount+ presentó su nueva línea de series sin guion y renovaciones para MTV Entertainment Studios, incluida la renovación de la segunda temporada del programa. La segunda temporada del programa fue filmada en enero y febrero de 2022. El primer teaser de la temporada fue publicado el 28 de abril de 2022. El 10 de mayo se anunciaron cuatro nuevos miembros del reparto, incluidos Aoxi, Cayo Rodrigues, Maryane Valim y William Guimarães, mientras que los miembros originales Cristal Felix, Guilherme Evaristo, Juliana Casaes, Kevin Jolsan regresaron más tarde. Patrick Salles fue expulsado después de agredir físicamente a Vitória.

### Temporada 3 (2023)
La tercera temporada se estrenó el 15 de junio de 2023. Fue filmada en febrero de 2023 en Rio de Janeiro. La mitad del elenco de la segunda temporada no regresó al programa, incluye por primera vez a seis nuevos miembros del reparto, Beatriz Valença, Helena Steigne, Leonardo Carvalho, Matheus Miranda y Thiago Hippólito. Maryane abandonó el programa voluntariamente, mientras que se muestra el egreso de Jessica Barros.

### Temporada 4
La cuarta temporada fue filmada en septiembre y octubre de 2023 en Florida. Contó con el regreso de Patrick Sales. En enero de 2024 el programa fue cancelado.

## Reparto
| Nombre                      | Edad | Procedencia        | Temporadas |
| --------------------------- | ---- | ------------------ | ---------- |
| Cristal Felix               | 28   | Río de Janeiro     | 1–3        |
| Guilherme Evaristo          | 29   | Río de Janeiro     | 1–3        |
| Jéssica Barros              | 23   | Río de Janeiro     | 1–2, 3     |
| Juliana "Mississipi" Casaes | 25   | Río de Janeiro     | 1, 2–3     |
| Matheus "Novinho" Crivella  | 29   | Río de Janeiro     | 1–3        |
| Ricardo "Rick" Salusse      | 25   | Río de Janeiro     | 1–3        |
| Kevin Jolsan                | 25   | Angra dos Reis     | 1, 2       |
| Natallia Formaggeri         | 24   | Niterói            | 1–2        |
| Vitória Araújo              | 22   | Río de Janeiro     | 1–2        |
| Patrick Sales               | 27   | Río de Janeiro     | 1–2        |
| William "Will" Guimarães    | 30   | São Paulo          | 2–3        |
| Maryane Valim               | 27   | Três Corações      | 2–3        |
| Aoxi                        | 22   | Río de Janeiro     | 2          |
| Cayo Rodrigues              | 27   | Río de Janeiro     | 2          |
| Beatriz "Triz" Valença      | 20   | Brasilia           | 3          |
| Daniele Japa                | 24   | São João de Meriti | 3          |
| Helena Steigne              | 22   | Niterói            | 3          |
| Leonardo Carvalho           | 31   | Niterói            | 3          |
| Matheus Miranda             | 28   | Río de Janeiro     | 3          |
| Thiago "Thippo" Hippólito   | 32   | Río de Janeiro     | 3          |

1. ↑  Edad al momento de aparecer por primera vez en el programa.

### Duración del reparto
| Miembros del reparto | Miembros del reparto | Miembros del reparto | Miembros del reparto | Miembros del reparto | Miembros del reparto | Miembros del reparto | Miembros del reparto | Miembros del reparto | Miembros del reparto | Miembros del reparto | Miembros del reparto | Miembros del reparto | Miembros del reparto | Miembros del reparto | Miembros del reparto | Miembros del reparto | Miembros del reparto | Miembros del reparto | Miembros del reparto | Miembros del reparto | Miembros del reparto | Miembros del reparto | Miembros del reparto | Miembros del reparto | Miembros del reparto | Miembros del reparto | Miembros del reparto | Miembros del reparto | Miembros del reparto | Miembros del reparto | Miembros del reparto | Miembros del reparto | Miembros del reparto | Miembros del reparto | Miembros del reparto | Miembros del reparto |
| Nombre               | Temporada 1          | Temporada 1          | Temporada 1          | Temporada 1          | Temporada 1          | Temporada 1          | Temporada 1          | Temporada 1          | Temporada 1          | Temporada 1          | Temporada 1          | Temporada 1          | Temporada 2          | Temporada 2          | Temporada 2          | Temporada 2          | Temporada 2          | Temporada 2          | Temporada 2          | Temporada 2          | Temporada 2          | Temporada 2          | Temporada 2          | Temporada 2          | Temporada 3          | Temporada 3          | Temporada 3          | Temporada 3          | Temporada 3          | Temporada 3          | Temporada 3          | Temporada 3          | Temporada 3          | Temporada 3          | Temporada 3          | Temporada 3          |
| Nombre               | 1                    | 2                    | 3                    | 4                    | 5                    | 6                    | 7                    | 8                    | 9                    | 10                   | 11                   | 12                   | 1                    | 2                    | 3                    | 4                    | 5                    | 6                    | 7                    | 8                    | 9                    | 10                   | 11                   | 12                   | 1                    | 2                    | 3                    | 4                    | 5                    | 6                    | 7                    | 8                    | 9                    | 10                   | 11                   | 12                   |
| Patrick              |                      |                      |                      |                      |                      |                      |                      |                      |                      |                      |                      |                      |                      |                      |                      |                      |                      |                      |                      |                      |                      |                      |                      |                      |                      |                      |                      |                      |                      |                      |                      |                      |                      |                      |                      |                      |
| Kevin                |                      |                      |                      |                      |                      |                      |                      |                      |                      |                      |                      |                      |                      |                      |                      |                      |                      |                      |                      |                      |                      |                      |                      |                      |                      |                      |                      |                      |                      |                      |                      |                      |                      |                      |                      |                      |
| Nath                 |                      |                      |                      |                      |                      |                      |                      |                      |                      |                      |                      |                      |                      |                      |                      |                      |                      |                      |                      |                      |                      |                      |                      |                      |                      |                      |                      |                      |                      |                      |                      |                      |                      |                      |                      |                      |
| Vitória              |                      |                      |                      |                      |                      |                      |                      |                      |                      |                      |                      |                      |                      |                      |                      |                      |                      |                      |                      |                      |                      |                      |                      |                      |                      |                      |                      |                      |                      |                      |                      |                      |                      |                      |                      |                      |
| Jéssica              |                      |                      |                      |                      |                      |                      |                      |                      |                      |                      |                      |                      |                      |                      |                      |                      |                      |                      |                      |                      |                      |                      |                      |                      |                      |                      |                      |                      |                      |                      |                      |                      |                      |                      |                      |                      |
| Mississipi           |                      |                      |                      |                      |                      |                      |                      |                      |                      |                      |                      |                      |                      |                      |                      |                      |                      |                      |                      |                      |                      |                      |                      |                      |                      |                      |                      |                      |                      |                      |                      |                      |                      |                      |                      |                      |
| Cristal              |                      |                      |                      |                      |                      |                      |                      |                      |                      |                      |                      |                      |                      |                      |                      |                      |                      |                      |                      |                      |                      |                      |                      |                      |                      |                      |                      |                      |                      |                      |                      |                      |                      |                      |                      |                      |
| Gui                  |                      |                      |                      |                      |                      |                      |                      |                      |                      |                      |                      |                      |                      |                      |                      |                      |                      |                      |                      |                      |                      |                      |                      |                      |                      |                      |                      |                      |                      |                      |                      |                      |                      |                      |                      |                      |
| Novinho              |                      |                      |                      |                      |                      |                      |                      |                      |                      |                      |                      |                      |                      |                      |                      |                      |                      |                      |                      |                      |                      |                      |                      |                      |                      |                      |                      |                      |                      |                      |                      |                      |                      |                      |                      |                      |
| Rick                 |                      |                      |                      |                      |                      |                      |                      |                      |                      |                      |                      |                      |                      |                      |                      |                      |                      |                      |                      |                      |                      |                      |                      |                      |                      |                      |                      |                      |                      |                      |                      |                      |                      |                      |                      |                      |
| Aoxi                 |                      |                      |                      |                      |                      |                      |                      |                      |                      |                      |                      |                      |                      |                      |                      |                      |                      |                      |                      |                      |                      |                      |                      |                      |                      |                      |                      |                      |                      |                      |                      |                      |                      |                      |                      |                      |
| Cayo                 |                      |                      |                      |                      |                      |                      |                      |                      |                      |                      |                      |                      |                      |                      |                      |                      |                      |                      |                      |                      |                      |                      |                      |                      |                      |                      |                      |                      |                      |                      |                      |                      |                      |                      |                      |                      |
| Maryane              |                      |                      |                      |                      |                      |                      |                      |                      |                      |                      |                      |                      |                      |                      |                      |                      |                      |                      |                      |                      |                      |                      |                      |                      |                      |                      |                      |                      |                      |                      |                      |                      |                      |                      |                      |                      |
| Will                 |                      |                      |                      |                      |                      |                      |                      |                      |                      |                      |                      |                      |                      |                      |                      |                      |                      |                      |                      |                      |                      |                      |                      |                      |                      |                      |                      |                      |                      |                      |                      |                      |                      |                      |                      |                      |
| Daniele              |                      |                      |                      |                      |                      |                      |                      |                      |                      |                      |                      |                      |                      |                      |                      |                      |                      |                      |                      |                      |                      |                      |                      |                      |                      |                      |                      |                      |                      |                      |                      |                      |                      |                      |                      |                      |
| Helena               |                      |                      |                      |                      |                      |                      |                      |                      |                      |                      |                      |                      |                      |                      |                      |                      |                      |                      |                      |                      |                      |                      |                      |                      |                      |                      |                      |                      |                      |                      |                      |                      |                      |                      |                      |                      |
| Leonardo             |                      |                      |                      |                      |                      |                      |                      |                      |                      |                      |                      |                      |                      |                      |                      |                      |                      |                      |                      |                      |                      |                      |                      |                      |                      |                      |                      |                      |                      |                      |                      |                      |                      |                      |                      |                      |
| Matheus              |                      |                      |                      |                      |                      |                      |                      |                      |                      |                      |                      |                      |                      |                      |                      |                      |                      |                      |                      |                      |                      |                      |                      |                      |                      |                      |                      |                      |                      |                      |                      |                      |                      |                      |                      |                      |
| Thippo               |                      |                      |                      |                      |                      |                      |                      |                      |                      |                      |                      |                      |                      |                      |                      |                      |                      |                      |                      |                      |                      |                      |                      |                      |                      |                      |                      |                      |                      |                      |                      |                      |                      |                      |                      |                      |
| Triz                 |                      |                      |                      |                      |                      |                      |                      |                      |                      |                      |                      |                      |                      |                      |                      |                      |                      |                      |                      |                      |                      |                      |                      |                      |                      |                      |                      |                      |                      |                      |                      |                      |                      |                      |                      |                      |
| -------------------- | -------------------- | -------------------- | -------------------- | -------------------- | -------------------- | -------------------- | -------------------- | -------------------- | -------------------- | -------------------- | -------------------- | -------------------- | -------------------- | -------------------- | -------------------- | -------------------- | -------------------- | -------------------- | -------------------- | -------------------- | -------------------- | -------------------- | -------------------- | -------------------- | -------------------- | -------------------- | -------------------- | -------------------- | -------------------- | -------------------- | -------------------- | -------------------- | -------------------- | -------------------- | -------------------- | -------------------- |

## Episodios
| Temporada | Temporada | Episodios | Estreno                  | Estreno                 |
| Temporada | Temporada | Episodios | Inicio                   | Final                   |
| --------- | --------- | --------- | ------------------------ | ----------------------- |
|           | 1         | 12        | 30 de septiembre de 2021 | 9 de diciembre de 2021  |
|           | 2         | 12        | 9 de junio de 2022       | 19 de julio de 2022     |
|           | 3         | 12        | 15 de junio de 2023      | 31 de agosto de 2023    |
|           | Especial  | Especial  | 22 de diciembre de 2022  | 22 de diciembre de 2022 |

### Temporada 1 (2021)
| N.º (total) | N.º (temp.) | Título        | Estreno Original         |
| ----------- | ----------- | ------------- | ------------------------ |
| 1           | 1           | «Episodio 1»  | 30 de septiembre de 2021 |
| 2           | 2           | «Episodio 2»  | 30 de septiembre de 2021 |
| 3           | 3           | «Episodio 3»  | 7 de octubre de 2021     |
| 4           | 4           | «Episodio 4»  | 14 de octubre de 2021    |
| 5           | 5           | «Episodio 5»  | 21 de octubre de 2021    |
| 6           | 6           | «Episodio 6»  | 28 de octubre de 2021    |
| 7           | 7           | «Episodio 7»  | 11 de noviembre de 2021  |
| 8           | 8           | «Episodio 8»  | 11 de noviembre de 2021  |
| 9           | 9           | «Episodio 9»  | 18 de noviembre de 2021  |
| 10          | 10          | «Episodio 10» | 25 de noviembre de 2021  |
| 11          | 11          | «Episodio 11» | 2 de diciembre de 2021   |
| 12          | 12          | «Episodio 12» | 9 de diciembre de 2021   |

### Temporada 2 (2022)
| N.º (total) | N.º (temp.) | Título        | Estreno Original    |
| ----------- | ----------- | ------------- | ------------------- |
| 13          | 1           | «Episodio 1»  | 9 de junio de 2022  |
| 14          | 2           | «Episodio 2»  | 14 de junio de 2022 |
| 15          | 3           | «Episodio 3»  | 16 de junio de 2022 |
| 16          | 4           | «Episodio 4»  | 21 de junio de 2022 |
| 17          | 5           | «Episodio 5»  | 23 de junio de 2022 |
| 18          | 6           | «Episodio 6»  | 28 de junio de 2022 |
| 19          | 7           | «Episodio 7»  | 30 de junio de 2022 |
| 20          | 8           | «Episodio 8»  | 5 de julio de 2022  |
| 21          | 9           | «Episodio 9»  | 7 de julio de 2022  |
| 22          | 10          | «Episodio 10» | 12 de julio de 2022 |
| 23          | 11          | «Episodio 11» | 14 de julio de 2022 |
| 24          | 12          | «Episodio 12» | 19 de julio de 2022 |

### Temporada 3 (2023)
| N.º (total) | N.º (temp.) | Título        | Estreno Original     |
| ----------- | ----------- | ------------- | -------------------- |
| 25          | 1           | «Episodio 1»  | 15 de junio de 2023  |
| 26          | 2           | «Episodio 2»  | 22 de junio de 2023  |
| 27          | 3           | «Episodio 3»  | 29 de junio de 2023  |
| 28          | 4           | «Episodio 4»  | 6 de julio de 2023   |
| 29          | 5           | «Episodio 5»  | 13 de julio de 2023  |
| 30          | 6           | «Episodio 6»  | 20 de julio de 2023  |
| 31          | 7           | «Episodio 7»  | 27 de julio de 2023  |
| 32          | 8           | «Episodio 8»  | 3 de agosto de 2023  |
| 33          | 9           | «Episodio 9»  | 10 de agosto de 2023 |
| 34          | 10          | «Episodio 10» | 17 de agosto de 2023 |
| 35          | 11          | «Episodio 11» | 24 de agosto de 2023 |
| 36          | 12          | «Episodio 12» | 31 de agosto de 2023 |

### Especiales
| N.º | Título             | Estreno Original         |
| --- | ------------------ | ------------------------ |
| 1   | «Natal Em Família» | 30 de septiembre de 2021 |